# Rezső Seress
Rezső Seress (3. listopadu 1889 – 11. ledna 1968) byl maďarský hudební skladatel, kterého proslavila skladba „Smutná neděle“.

## Životopis
Seress se narodil v Budapešti a živil se skládáním barových písní. Pocházel z židovské rodiny. Hrál na piano a vystupoval v barech a kabaretech v Budapešti. Skladba „Smutná neděle“ („Szomorú vasárnap“, text pochází od básníka László Jávora) z roku 1932 se stala Seressovou nejznámější skladbou, ale byla považována i za nejdepresivnější – traduje se, že několik lidí po poslechu skladby spáchalo sebevraždu.
Sám Seress dobrovolně ukončil svůj život – v roce 1968 skočil z okna svého bytu. Pád přežil, ale v nemocnici, kam byl po skoku z okna převezen, se následně udusil drátem.